# Newberg
Ne doit pas être confondu avec Newburg, Newburgh, Newborough ou Neuberg.
Newberg est une ville américaine du comté de Yamhill dans l'Oregon, dont la population s’élevait à 22 110 habitants lors du recensement de 2010. Son nom proviendrait du premier facteur de la ville, Sebastian Brutscher, originaire de Neuberg en Allemagne.
Newberg fut la première ville de l'Oregon à accueillir une communauté quaker qui a fondé l'Université George Fox en 1891.
Newberg est située à une trentaine de kilomètres au sud-ouest de Portland, sur les rives de la Willamette.

## Personnalités liées à Newberg
- Wesley Everest, syndicaliste, y est né en 1887.
- Herbert Hoover, président des États-Unis en 1929-1933 y passa une partie de son enfance.
- Elmer Feig (1897-1968), architecte américain sans licence, mort à Newberg.

## Source
- (en) Cet article est partiellement ou en totalité issu de l’article de Wikipédia en anglais intitulé « Newberg, Oregon » (voir la liste des auteurs).